# 秋山里奈
秋山 里奈（あきやま りな、1987年11月26日 - ）
は、神奈川県伊勢原市出身の女子競泳選手。アテネパラリンピック銀メダリスト、ロンドンパラリンピック金メダリスト。

## 略歴
誕生直後に網膜剥離と診断され、生まれつき全盲であった。水遊びが好きで、母の勧めもあって3歳からスイミングスクールへ通い始めた。
小学校は地元の盲学校に進学した。小学校5年時に、全盲の競泳選手河合純一の著作の録音を聴いてパラリンピックを目指した。
中学・高校は筑波大学附属視覚特別支援学校に進学して学生寮で生活する。筑波大学附属視覚特別支援学校在籍中の2004年にアテネパラリンピックへ出場し、100m背泳ぎS11の予選で5位、決勝で自己ベストを2秒以上更新し、世界記録の中国の董啓明に0.3秒にまで迫ったが及ばずに銀メダルを獲得する。その後は当初、英語の教員になろうと考えていたが、予備校の講師の影響で憲法の平和主義に興味を持ち、明治大学法学部を目指す。
受験勉強のために一時期競技から離れていたものの明治大学の法学部に入学が決まった後で競泳を再開し、2007ジャパンパラリンピック水泳競技大会では世界記録を1秒以上更新する記録で優勝した。しかし、北京パラリンピックで彼女の障害区分での背泳ぎは廃止されることになり、自由形で北京パラリンピックの出場権を得て、北京で50m自由形S11で8位、100m自由形S11は予選を通過できなかった。
ロンドンパラリンピックでの金メダル取得を機に現役引退し、現在は都内の製薬会社に勤務する。

## 人物
- 犬が苦手ではあるが、チワワとミニチュアダックスフントの2匹を飼っている。以前は中型犬も飼っていた。
- 姉がアーティスティックスイミングを行っていた時期があり、そこの教室を訪れた際にはソウルオリンピック銅メダリストの小谷実可子からメダルを貸してもらった経験もある[3]。
- 「ごっくん馬路村（飲料）」は先輩におみやげでもらってから気に入って通販で購入し続けている。馬路村のゆずぽんずも使用。卒業旅行で行った四国では馬路村にも行きたかったが遠すぎて断念している。
- 次回、購入する白杖は国産の電子白杖を予定している。
- 2011年8月のジャパンパラで世界新を出せず、「自己ベストを更新するまではお酒を飲まない」と禁酒を実行。[6]約1年間禁酒を実行した上での金メダル獲得となった。
- 現役引退後は一度もプールに入っていない[7]。2020年開催予定の東京パラリンピックでの復帰の可能性は否定している[7]。また、東京オリンピック・パラリンピックの招致にも当初は反対の立場を取っていた[2]。
- 大学2年次の刑法各論がきっかけで刑法に興味をもつ。明治大学3年次早期卒業制度を利用し、明治大学大学院法学研究科の中空教授のもとで刑法の財産犯の研究をしていた。
- 2016年放送のフジテレビ「初来日！ 音で世界を見る男」[8]では、フアン・ルイスから反響定位の指導を受けた[9]。舌打ち音を反射するパネルが顔の左右どちらにあるかを感知したり、パネルと布とを聞き分ける練習をしたりした。